# Archipel de Blekinge
L'archipel de Blekinge est un archipel de la mer Baltique situé dans le comté de Blekinge, au sud de la Suède.

## Géographie
L'archipel s'étend sur la quasi-totalité des côtes de Blekinge, de l'ouest à l'est. Il couvre une superficie d'environ 210 000 hectares, dont 54 000 hectares de terrain au-dessus de la mer. Parmi les principales îles de l'archipel, figurent les îles d'Aspö, Hasslö, Tärnö et Sturkö. Environ 85 000 personnes vivent sur l'archipel.
Le paysage comporte une faune et une flore très variée. Pour sa taille, l'archipel contient une très grande biodiversité, notamment grâce à ses nombreuses forêts de chênes et de feuillus. Parmi les grandes espèces menacées se trouvant sur l'île, figurent entre autres le Osmoderma eremita et le Lecanographa amylacea.

## Culture
Les villes de Karlshamn et Karlskrona sont toutes les deux situées dans l'archipel, Karlskrona étant en réalité située sur l'île de Trossö.
Cette dernière a été au départ fondée pour assurer les fonctions de port naval. Elle est notable pour son architecture baroque et est inscrite au Patrimoine mondial de l'UNESCO.
L'archipel est connu pour une sorte de petit bateau, le Blekingeeka, traditionnellement utilisé pour des tâches telles que la pêche ou encore le transport local de pierre.
Dans les années 1970, le club de plongée local a découvert une épave au large de Ronneby et au nord de l'île Stora Ekön, qui a finalement été identifiée par les archéologues comme étant le Gribshunden, un navire de guerre danois du XVe siècle. Il s'agit de l'une des épaves les mieux conservées du début de la période moderne,.

## Galerie

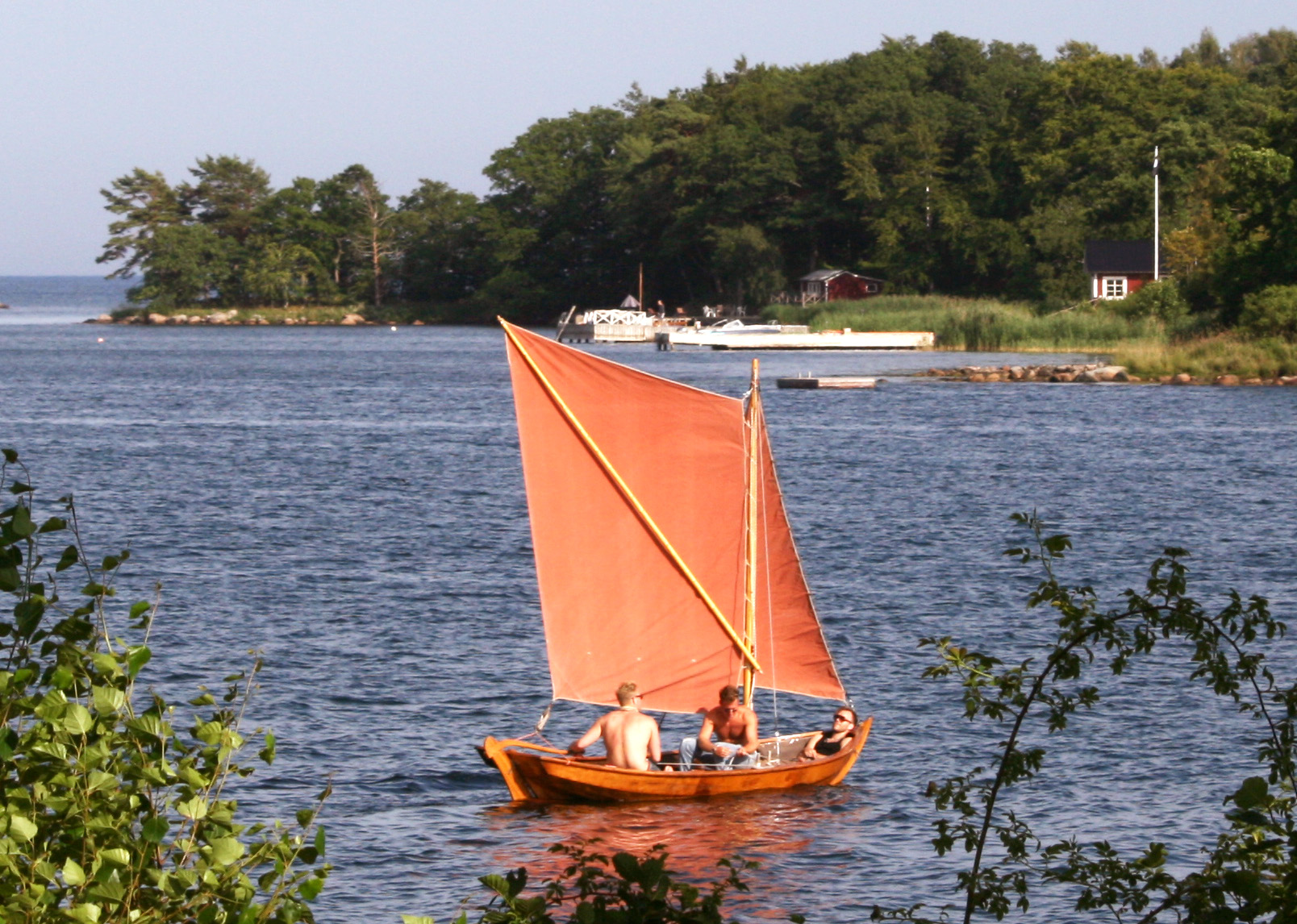
Blekingeeka.
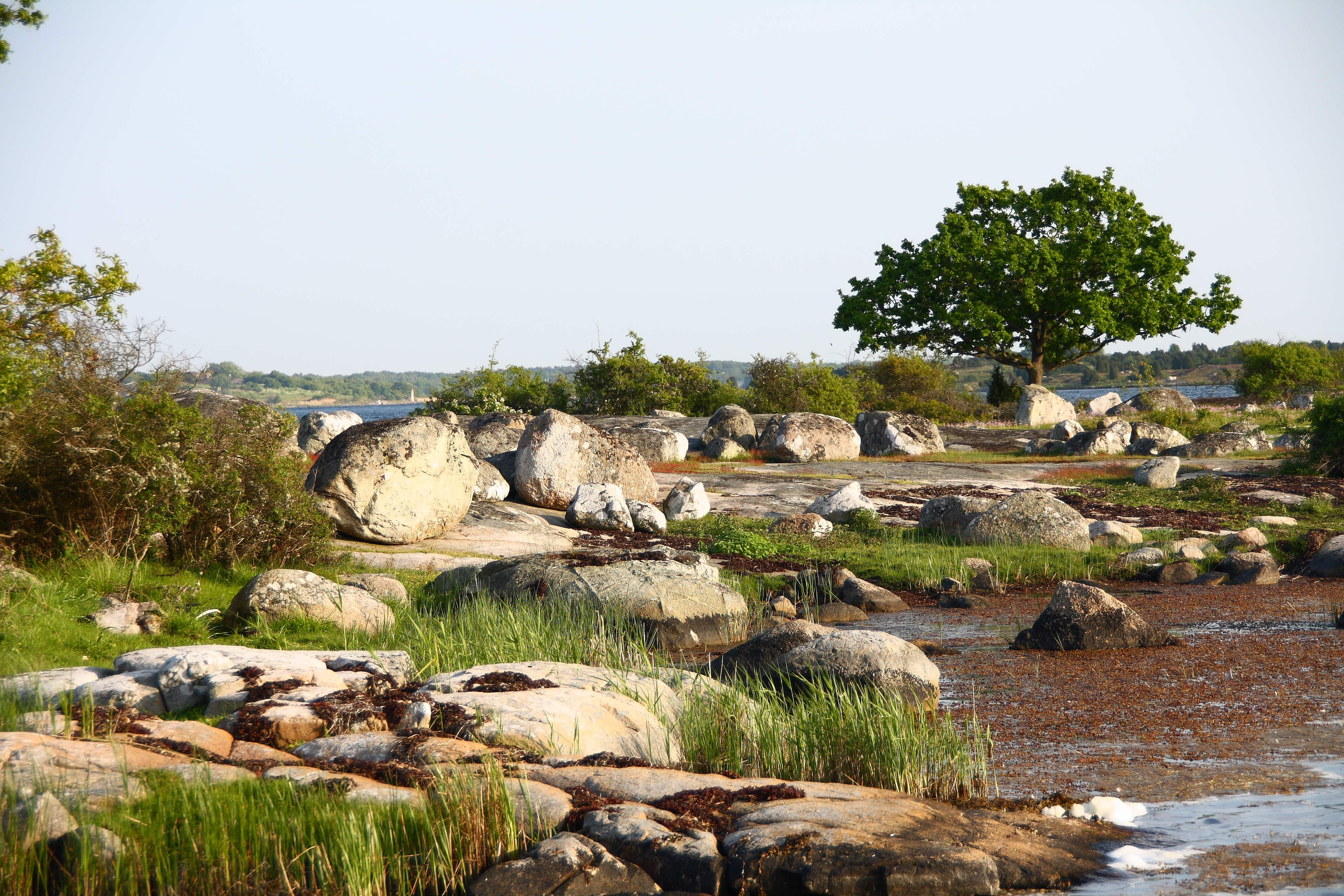
Paysage de l'île d'Almö.
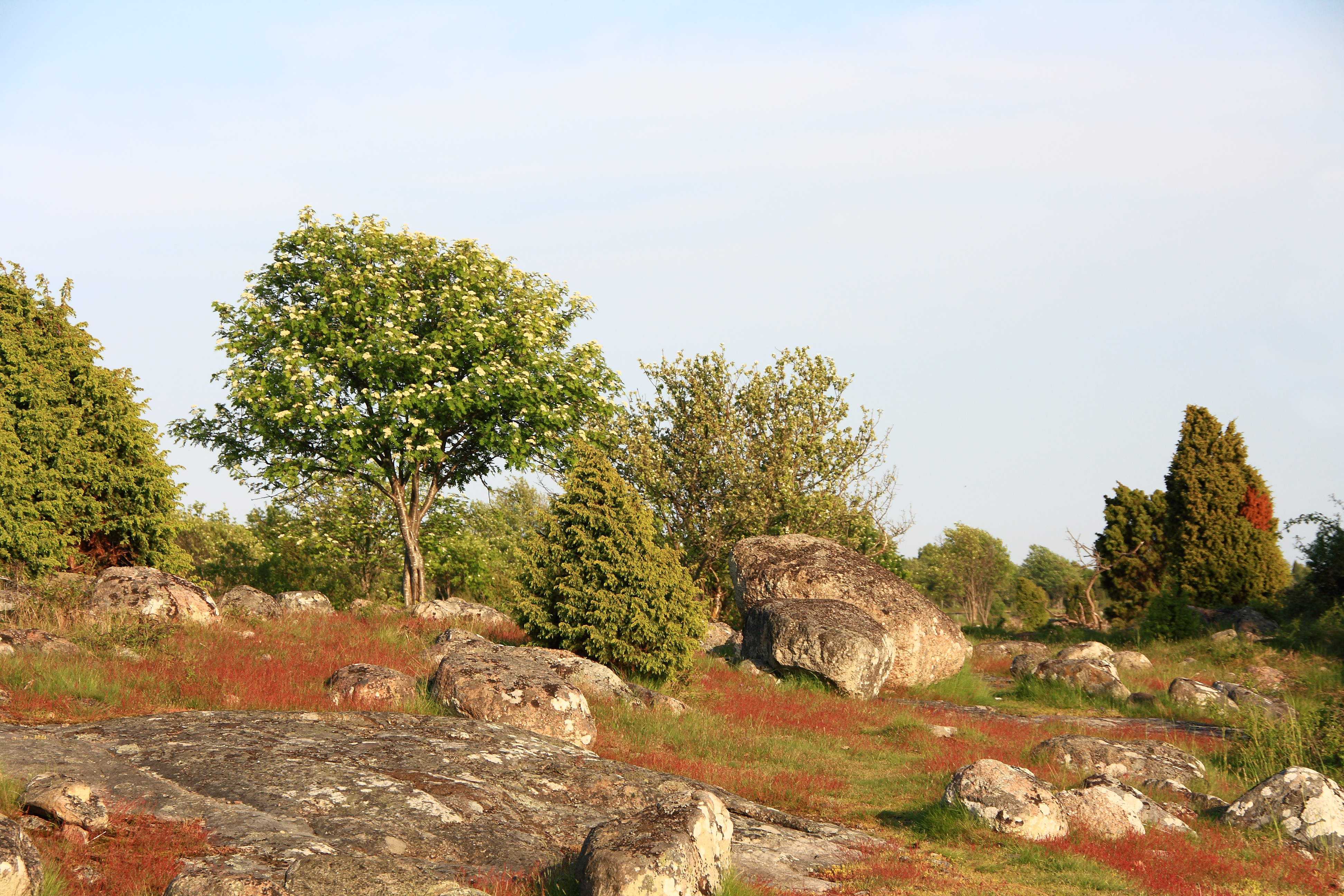
Autre paysage de l'île d'Almö.
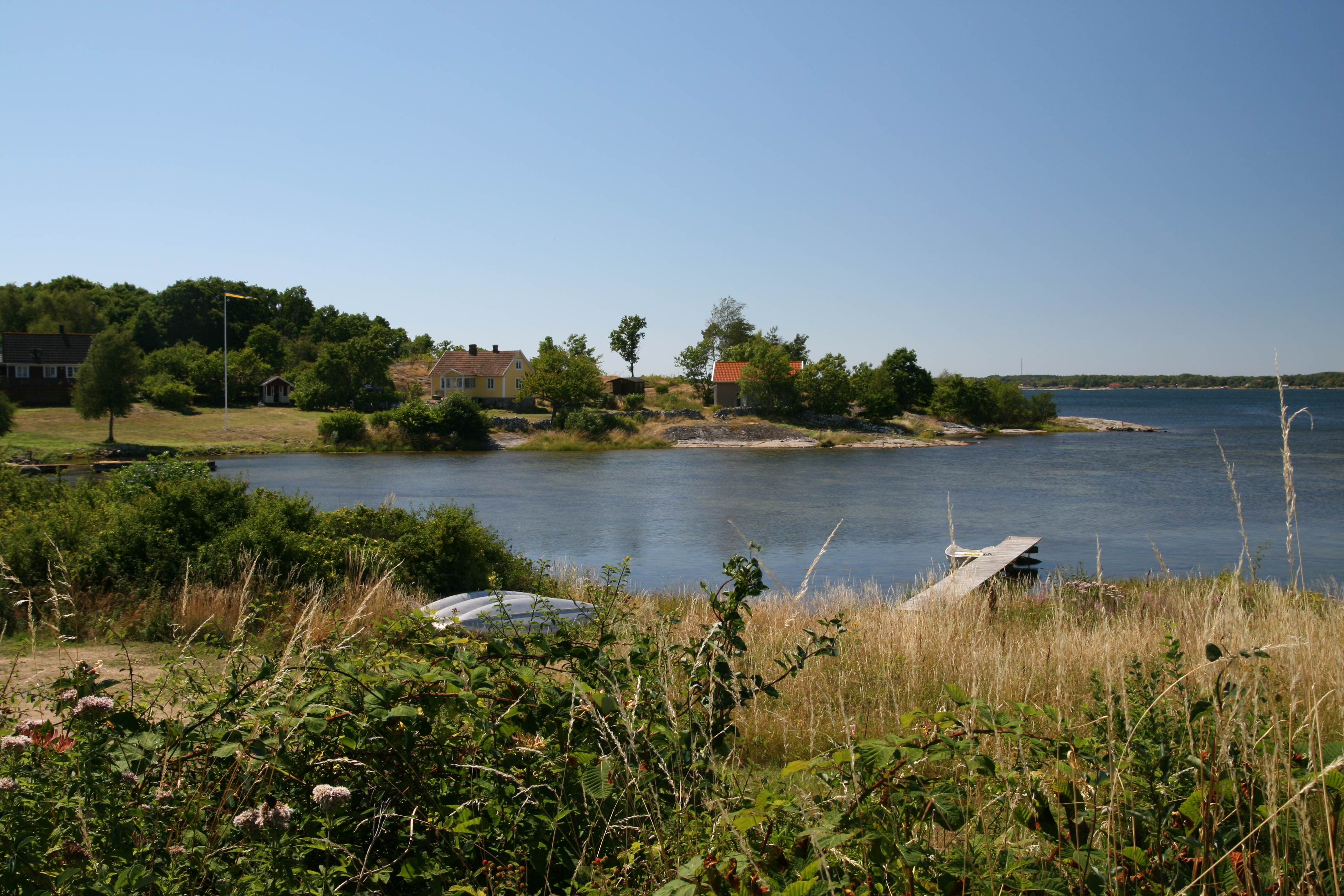
Paysage de l'île d'Aspö.
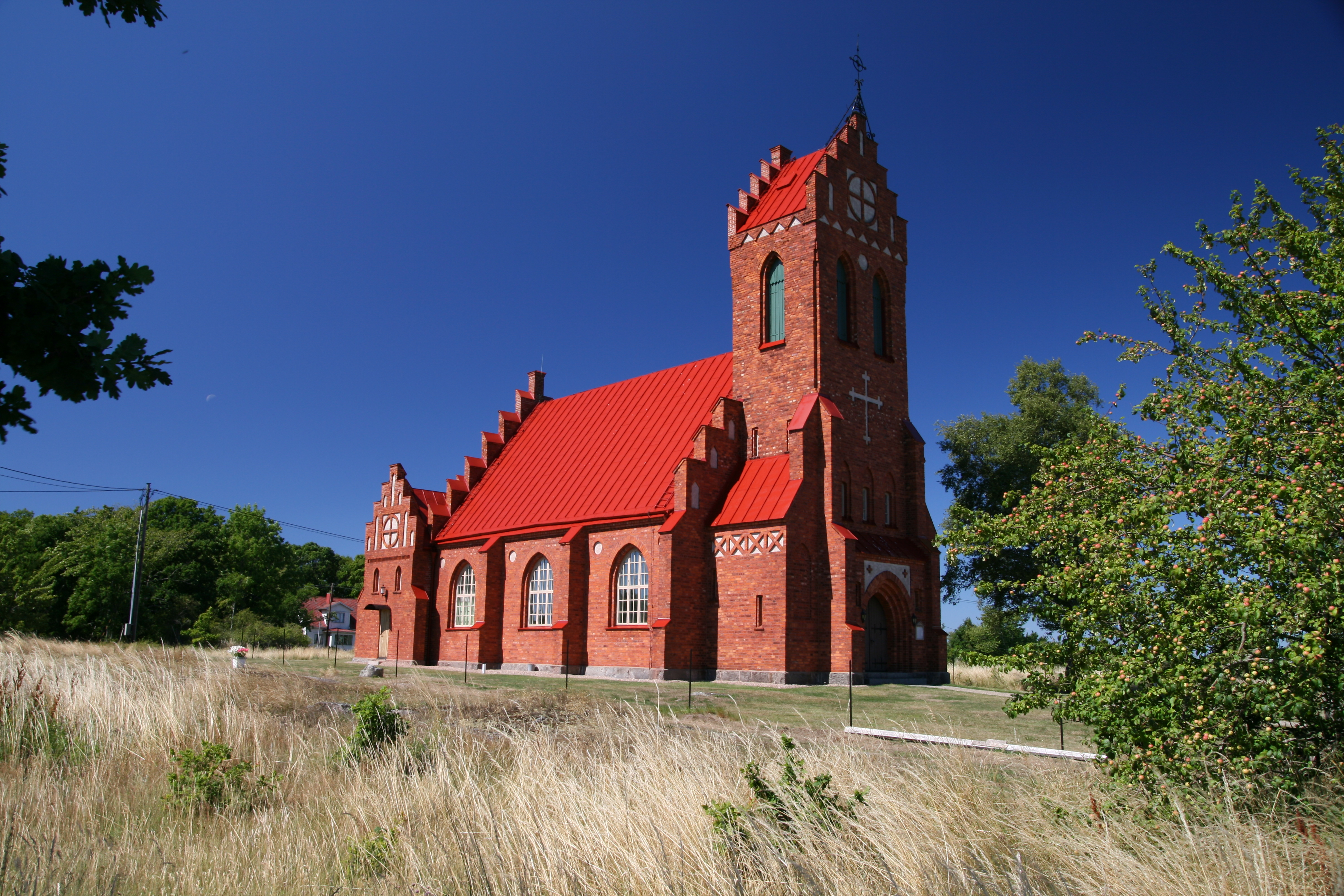
Église sur l'île d'Aspö.